# Consiglio per la ricerca e la sperimentazione in agricoltura
Il Consiglio per la ricerca e la sperimentazione in agricoltura (CRA) è stato un ente nazionale con sede in Roma, vigilato dal Ministero delle politiche agricole alimentari e forestali.
Il CRA ha operato  nel campo della ricerca e della sperimentazione nei settori agricolo, agroindustriale, ittico e forestale, sulla base di un piano triennale di attività, avvalendosi di un'autonomia scientifica, statutaria, organizzativa, amministrativa e finanziaria.
L'ente è stato istituito con il decreto legislativo n. 454 del 1999 ed è stato rinominato in CREA con l'accorpamento dell'Istituto nazionale di economia agraria nel 2015 per fondare il Consiglio per la ricerca in agricoltura e l'analisi dell'economia agraria.
Gli organi del CRA erano:
- il Presidente
- il consiglio di amministrazione
- il consiglio dei dipartimenti
- il collegio dei revisori.

Il Presidente si avvaleva di una segreteria particolare. Nell'ambito della presidenza operava la segreteria del consiglio di amministrazione.
La rete scientifica del CRA era articolata su 4 dipartimenti a cui afferivano 17 centri di ricerca e 30 unità di ricerca.
Le strutture di ricerca erano incluse nei seguenti dipartimenti:
- biologia e produzione vegetale: 19 centri e unità di ricerca
- biologia e produzioni animali: 7 centri e unità di ricerca
- trasformazione e valorizzazione dei prodotti agro-industriali: 10 centri e unità di ricerca
- agronomia, foreste e territorio: 11 centri e unità di ricerca

Le varie sedi territoriali si trovavano a: Acireale, Arezzo, Asti, Bari, Bergamo, Bologna, Casale Monferrato, Caserta, Città Sant'Angelo, Conegliano, Cosenza, Fiorenzuola d'Arda, Firenze, Foggia, Forlì, Lecce, Lodi, Metaponto, Milano, Monsampolo del Tronto, Montanaso Lombardo, Palermo, Pescia, Pontecagnano, Rende, Roma, San Pietro Avellana, Sanremo, Sant'Angelo Lodigiano, Scafati, Trento, Turi, Vercelli, Velletri.
I dipartimenti avevano compiti di indirizzo, promozione e coordinamento delle attività scientifiche e tecnologiche delle strutture di ricerca afferenti. Ogni dipartimento era organizzato in diversi centri e unità di ricerca.
Al CRA faceva capo Fondazione Morando Bolognini di Sant'Angelo Lodigiano.
Il servizio attività editoriali, biblioteche e comunicazione si occupava delle attività divulgative, della comunicazione e della partecipazione a manifestazioni e ad eventi; coordinava le attività editoriali a carattere scientifico e tecnico. Al servizio faceva capo la biblioteca centrale del CRA.
I programmi del CRA erano organizzati in base alle seguenti Linee di attività:
- l'innovazione per la competitività nazionale e internazionale delle imprese
- l'agricoltura al servizio della società
- il rafforzamento delle competenze scientifiche interne del CRA